# Chochope (distrito)
Chochope é um distrito do Peru, departamento de Lambayeque, localizada na província de Lambayeque.

## Transporte
O distrito de Chochope é servido pela seguinte rodovia:
- LA-101, que liga a cidade de Motupe ao distrito de Incahuasi [1][2][3]